# Conus trencarti
Conus trencarti é uma espécie de gastrópode do gênero Conus, pertencente a família Conidae.